# Kevin McKenna
Kevin James McKenna (Calgary, 1980. január 21. –) kanadai válogatott labdarúgó.

## Pályafutása

### A válogatottban
Hét mérkőzésen lépett pályára az U23-as csapatban. 2000. május 27-én mutatkozott be a kanadai válogatottban a Trinidad és Tobago elleni mérkőzésen. 2002-ben beválasztották a CONCACAF-aranykupa csapatába. Utolsó nemzetközi mérkőzését 2012. október 16-án játszotta Honduras ellen.

## Statisztika

### A válogatottban
| Kanada   | Kanada | Kanada | Kanada |
| Év       | Mérk.  | Gólok  |        |
| -------- | ------ | ------ | ------ |
| 2000     | 3      | 1      |        |
| 2001     | 4      | 0      |        |
| 2002     | 6      | 3      |        |
| 2003     | 8      | 2      |        |
| 2004     | 4      | 1      |        |
| 2005     | 7      | 2      |        |
| 2006     | 3      | 0      |        |
| 2007     | 2      | 0      |        |
| 2008     | 1      | 0      |        |
| 2009     | 8      | 0      |        |
| 2010     | 2      | 1      |        |
| 2011     | 7      | 0      |        |
| 2012     | 8      | 1      |        |
| Összesen | 63     | 11     |        |

## Sikerei, díjai
Kanada
- CONCACAF-aranykupa 3. hely: 2002[1]

## Fordítás
- Ez a szócikk részben vagy egészben  a   Kevin McKenna című angol Wikipédia-szócikk fordításán alapul.  Az eredeti cikk szerkesztőit annak laptörténete sorolja fel. Ez a jelzés csupán a megfogalmazás eredetét és a szerzői jogokat jelzi, nem szolgál a cikkben szereplő információk forrásmegjelöléseként.